# Central European Basketball League
A Central European Basketball League, röviden CEBL (magyarul: Közép-európai Kosárlabda Liga) egy közép-európai kosárlabdacsapatok részvételével játszott kosárlabda-versenysorozat, mely évente kerül megrendezésre. 2007-ben alapították.
A 2008/2009-es szezonban a következő országok adták csapatait: Csehország, Ausztria, Románia, Magyarország és Szlovákia.
A korábbi híresztelésekkel ellentétben a 2009/2010-es szezonban nem 16, hanem csak 9 csapat vág neki a megmérettetésnek. A szlovák csapatok ebben az idényben nem szerepelnek így magyar, osztrák, cseh és román nemzetiségű csapatok alkotják ebben a szezonban a CEBL-t.

## Résztvevők

### 2008/2009
Ausztria:
Kapfenberg Bulls, Xion Dukes Kolsterneuburg, UKJ BC Mollersdorf Traiskirchen
 Csehország:
Geofin Novy Jicin, BK Opava
 Románia:
BCM Elba Timisoara (Temesvár)
 Magyarország:
Marso-Vagép NYKK, Albacomp
 Szlovákia:
Skanska Pezinok BC (Bazin), Spisska Nova Ves (Igló), MBK Handlová (Nyitrabánya), BK Inter Bratislava (Pozsony)

### 2009/2010
Ausztria:
Arkadia Traiskirchen Lions, Kapfenberg Bulls
 Csehország:
BK Prostejov, Miltra Novy Jicin
 Románia:
BCM Elba Timisoara (Temesvár), U-Mobitelco Cluj
 Magyarország
Marso-Vagép NYKK, Albacomp, Paksi Atomerőmű SE

## Final Four

### 2008/2009
|  | Elődöntők               | Elődöntők               | Elődöntők          |    |                         | Döntő                   | Döntő            | Döntő |
|  |                         |                         |                    |    |                         |                         |                  |       |
|  | 2009. január 10.        |                         |                    |    |                         |                         |                  |       |
|  | Albacomp Székesfehérvár | Albacomp Székesfehérvár | 79                 |    |                         |                         |                  |       |
|  | Kapfenberg Bulls        | Kapfenberg Bulls        | 61                 |    |                         |                         |                  |       |
|  |                         |                         |                    |    |                         |                         |                  |       |
|  |                         |                         |                    |    |                         | 2009. január 11.        |                  |       |
|  |                         |                         |                    |    | Albacomp Székesfehérvár | Albacomp Székesfehérvár | 92               |       |
|  |                         | BCM Elba Timisoara      | BCM Elba Timisoara | 66 |                         |                         |                  |       |
|  |                         |                         |                    |    |                         |                         |                  |       |
|  |                         |                         |                    |    |                         |                         |                  |       |
|  |                         |                         |                    |    |                         | Bronzmérkőzés           |                  |       |
|  | 2009. január 10.        | 2009. január 10.        | 2009. január 10.   |    | 2009. január 11.        | 2009. január 11.        | 2009. január 11. |       |
|  | BCM Elba Timisoara      | BCM Elba Timisoara      | 90                 |    | Geofin Novy Jicin       | Geofin Novy Jicin       | 67               |       |
|  | Geofin Novy Jicin       | Geofin Novy Jicin       | 87                 |    |                         | Kapfenberg Bulls        | Kapfenberg Bulls | 74    |

#### Temesvár
- 1.  Albacomp
- 2.  BCM Elba Timisoara
- 3.  Kapfenberg Bulls
- 4.  Geofin Novy Jicin